# Christoph Heckenbücker
Christoph Heckenbücker (* 12. Februar 1973 in Bonn) ist ein deutscher Filmproduzent, der auch als unabhängiger Filmverleiher, Filmregisseur und Lizenzhändler tätig ist.

## Leben
Nach seinem Abitur an der Jesuitenschule Aloisiuskolleg in Bonn Bad-Godesberg arbeitete er zunächst bei diversen Filmproduktionen in unterschiedlichsten Unternehmen wie Filmstudio Babelsberg sowie Studio Hamburg. 1994 entschloss er sich zum Studium an der Hochschule für Fernsehen und Film München im Bereich Produktion und Medienwirtschaft.
1995 gründete er die CH Film & TV, die später zu CH Media wurde. Die CH Media Berlin Brandenburg produziert seit über 15 Jahre lang verschiedene Formate, darunter Filme mit Heinz Hoenig, Peter Lohmeyer, Christine Neubauer und Juliane Köhler.
1999 gründete er den Filmverleih Nighthawks Pictures, der vor allem durch den Verleih von unabhängigen Produktionen wie z. B. Oi!Warning, Anam, Die neuen Abenteuer des Pinocchio u. a. mit Martin Landau sowie Coronado (2003) – eine Produktion des Oscarpreisträgers Volker Engel – bekannt geworden ist.
2002 führte er bei dem Kurzfilm QUITS Regie. Der Film wurde u. a. zum Tribeca Film Festival eingeladen. Der Film (Filmprädikat: besonders wertvoll) wurde vom Mitteldeutschen Rundfunk gekauft. In dem Film spielen unter anderen Maximilian Mauff, der in den Folgejahren in Filmen wie Der Vorleser und Die Welle besetzt wurde, sowie Matthias Beier, der u. a. auch in Filmen wir Nach Fünf im Urwald zu sehen ist.
Nachdem Nighthawks Pictures 2004 und die CH Media 2010 aufgelöst wurden, war er als Berater im Bereich Finanzierung, Produktion und Vertrieb für unterschiedliche Unternehmen wie Atossafilm GmbH (Vadim Glowna) und L.A.R.A Enterprises.com GmbH tätig. L.A.R.A. Enterprises.com GmbH ist u. a. an dem 2009 gedrehten Projekt Am Ende des Weges – Eine wahre Lügengeschichte mit Bill Murray und den Oscarpreisträgern Sissy Spacek und Robert Duvall tätig. Am Ende des Weges – Eine wahre Lügengeschichte hat seine Weltpremiere beim Toronto International Film Festival 2009. Der Film, der auch beim Festival Internacional de Cine de Donostia-San Sebastián 2009 sowie Sundance Film Festival und Tribeca Film Festival in 2010 gelaufen ist, wurde von Sony Pictures Classics am 30. Juli 2010 in den USA im Kino gestartet.
2008 begründete er die Organisation GENERATION 4K rund um das Thema Digitaler Film. Es geht um Ausbildung, Austausch und persönlichen Kontakt von Menschen, die sich mit Themen wie der Digitalen Kinokamera, dem Workflow (z. B. Farbkorrektur) und Digital intermediate auseinandersetzen. Die Gruppe hat mehr als 2.450 Mitglieder (Stand Mai 2010) und trifft sich regelmäßig in Berlin, München, Köln sowie bei internationalen Events wie der IBC (International Broadcast Conference), Berlinale und den Internationalen Filmfestspielen von Cannes.
2010 führte er bei dem Kurzfilm Handbag - Le Sac Regie. Bei der Komödie geht es um Frauen und die Beziehung zu ihren Handtaschen. Momentan entwickelt er verschiedene Drehbücher, darunter auch die Romanadaption des Romans Epitaph eines königlichen Feinschmeckers von Veljko Barbieri.
Bei THE BERLIN PROJECT, der im Oktober 2010 gedreht worden ist, war er Produzent. In den Hauptrollen spielen u. a. Udo Kier, Blerim Destani, Richard Sammel und Nicolette Krebitz. Der Film wird von Alpha Medienkontor 2011 in den Deutschen Kinos gestartet. Der Film ist ein Echtzeitfilm, der am Ende in einer Einstellung durch die gesamte Handlung führt. Möglich war dies durch den Einsatz der Arriflex-Alexa-Kamera. Regie führte der in Prag lebende Regisseur Ivo Trajkov.